# Wallace i Gromit: Podróż na Księżyc
Wallace i Gromit: Podróż na Księżyc – angielski, krótkometrażowy film animowany Nicka Parka z 1989 roku wyprodukowany przez wytwórnię Aardman Animations. Głównymi postaciami filmu są Wallace i Gromit.

## Opis fabuły
Gdy w domu Wallace’a i Gromita brakuje sera, Wallace postanawia udać się na wakacje tam, gdzie jest tego smakołyku pod dostatkiem. Ponieważ, jak wiadomo, księżyc zrobiony jest z sera, własnoręcznie – choć nie bez pomocy Gromita – konstruuje rakietę, by uzupełnić zapasy tego smakołyku.

## Nagrody
- Nominacja do Oskara w kategorii Najlepszy film animowany 1991
- Nagroda BAFTA (British Academy of Film and Television Arts): Najlepszy film animowany
- Nagroda publiczności na Festiwalu Filmowym w Monachium